# Senebi II. (Meir)
Senebi (II.). war ein lokaler Fürst im Alten Ägypten zur Zeit der 12. Dynastie. Er ist vor allem durch sein Grab in Meir (B 3) bekannt. Er lebte und amtierte wahrscheinlich unter Sesostris I. und Amenemhet II.
Senebi war Bürgermeister (Hati-a) und Priestervorsteher. Er war damit der Statthalter in Qus. Von seiner Person ist sonst wenig bekannt. Sein Vater war Uchhotep I. Sein Großvater war Senebi I. Beide werden sie explizit in der Filiation von Senebi genannt.
Senebi II. ist vor allem von seinem Grab in Meir bekannt. Die Grabkapelle besitzt einen Hof und zwei Räume, die anscheinend nie voll dekoriert wurden. Die Grabkapellen seiner Vorgänger sind vollständig dekoriert. In der Kapelle des Senebi findet man nur einen beschrifteten Türrahmen und zwei Scheintüren. Eine schlecht erhaltene Scheintür war ihm, eine zweite Scheintür seiner Schwester Mersi gewidmet. Von seiner Familie ist ansonsten wenig bekannt. Im Vorhof des Grabes fand sich ein Schacht mit der unberaubten Bestattung der Nebethut. Sie trug den Titel Tochter des Bürgermeisters. Sie mag seine Tochter gewesen sein.
Das Grab des Senebi wurde von Aylward Manley Blackman wissenschaftlich aufgenommen und 1953 publiziert. Eine australische Expedition unter der Leitung von Naguib Kanawati publizierte 2023 die Ergebnisse einer erneuten Aufnahme des Grabes.